# Цивільно-військові відносини

Лейтенант Армії США дарує дівчинці книжки під час гуманітарної операції

Цивільно-військові відносини — це сукупність загальних взаємовідносин між військовими інституціями, з одного боку, та цивільним урядом, неурядовими інституціями, організаціями та громадянами, з іншого. Ці стосунки ґрунтуються на формальних та неформальних взаємодіях. Формальні регулюються конституцією, законами, інструкціями та договорами. Неформальні становлять собою альянси і зв'язки на зразок військово-промислових, військово-бюрократичних та військово-академічних. На неформальні вагомий вплив справляють національні цивільні та військові традиції, особливе сприйняття військовими цивільних, а цивільних військовими, спільні цінності та специфічне розуміння «національних інтересів» і «загрози національній безпеці».
Закон України «Про демократичний цивільний контроль над Воєнною організацією і правоохоронними органами держави» від 19.06.2003 № 975-IV дає визначення терміну: «Цивільно-військові відносини — це сукупність правових взаємовідносин між суспільством та складовими частинами Воєнної організації держави, які охоплюють політичні, фінансово-економічні, соціальні та інші процеси у сфері національної безпеки і оборони».
Головною складовою формування системи цивільно-військових відносин є запровадження цивільного контролю над силовими структурами, що визнається однією з головних ознак стабільного політичного режиму в країні, а також демократичної зрілості самого суспільства.
Цивільно-військові стосунки є предметом вивчення такої академічної галузі як військова соціологія. Як предмет вивчення, цивільно-військові стосунки є новим напрямком, порівняно з такими галузями як політологія та соціологія.

## Історія
Історія формування такої інституції як цивільно-військові стосунки почалася після Другої світової війни. Більшість досліджень та моделей 1950-х та 1960-х рр. зосереджувалися на цивільно-військових стосунках у країнах, що розвиваються.
Військово-політичні інтервенції повторювалися у формі успішних чи невдалих заколотів у більшості латиноамериканських республік, нових африканських державах, багатьох незалежних арабських країнах, окремих південноазійських державах, а також у Пакистані. Тому не випадково вивчення цивільно-військових стосунків та їх моделей стосувалось передусім країн, що розвиваються — Латинської Америки, Африки та Азії, де військові відігравали значну, якщо не домінантну роль.
Чимало політологів і соціологів спершу пояснювали керівну роль військових у країнах, що розвивалися як зобов'язання військових до модернізації й політичного розвитку цих суспільств. В більшості нових держав третього світу військові нерідко становили найкращий, можливо, найосвіченіший, елітарний прошарок суспільства, який відігравав провідну роль в політичному та економічному розвитку країни й у національному будівництві загалом.
В окремих країнах військові стали провідною часткою новоствореного середнього класу. Їх вважали високоефективною рушійною силою модернізації, вони мали навички, яких на той час не було в інших громадян їх країн. У багатьох незалежних державах Африки їм приписувалися заслуги розвитку національної самосвідомості та національного будівництва.
Хоча в цілому це була добра соціологічна теорія, однак наприкінці 1960-х рр. практика довела: в країнах третього світу щоразу, коли військові втручалися, аби допомогти розвинути ще слабке й інфантильне політичне суспільство, це спричиняло зростання чисельності, але не ефективності бюрократії й обмеження участі інших політичних сил в суспільних процесах. Військові ставали більш політизованішим, нові політичні інституції й структури не розвивалися, а економічні реформи в цих країнах (за винятком Бразилії, Чилі та Перу) не мали успіху. Ось чому вже у 1960-х роках увагу політологів та соціологів привернуло вивчення військово-політичного втручання (інтервенції), як найвпливовішої ролі військових у суспільстві країн, що стають на шлях розвитку.

## Моделі цивільно-військових стосунків
Відтоді, як практика військово-політичних інтервенцій у країнах третього світу привернула увагу політологів та соціологів, почали розвиватися теорії моделей цих стосунків у суспільстві.

### КонцепціяСемюеля Хантінгтона

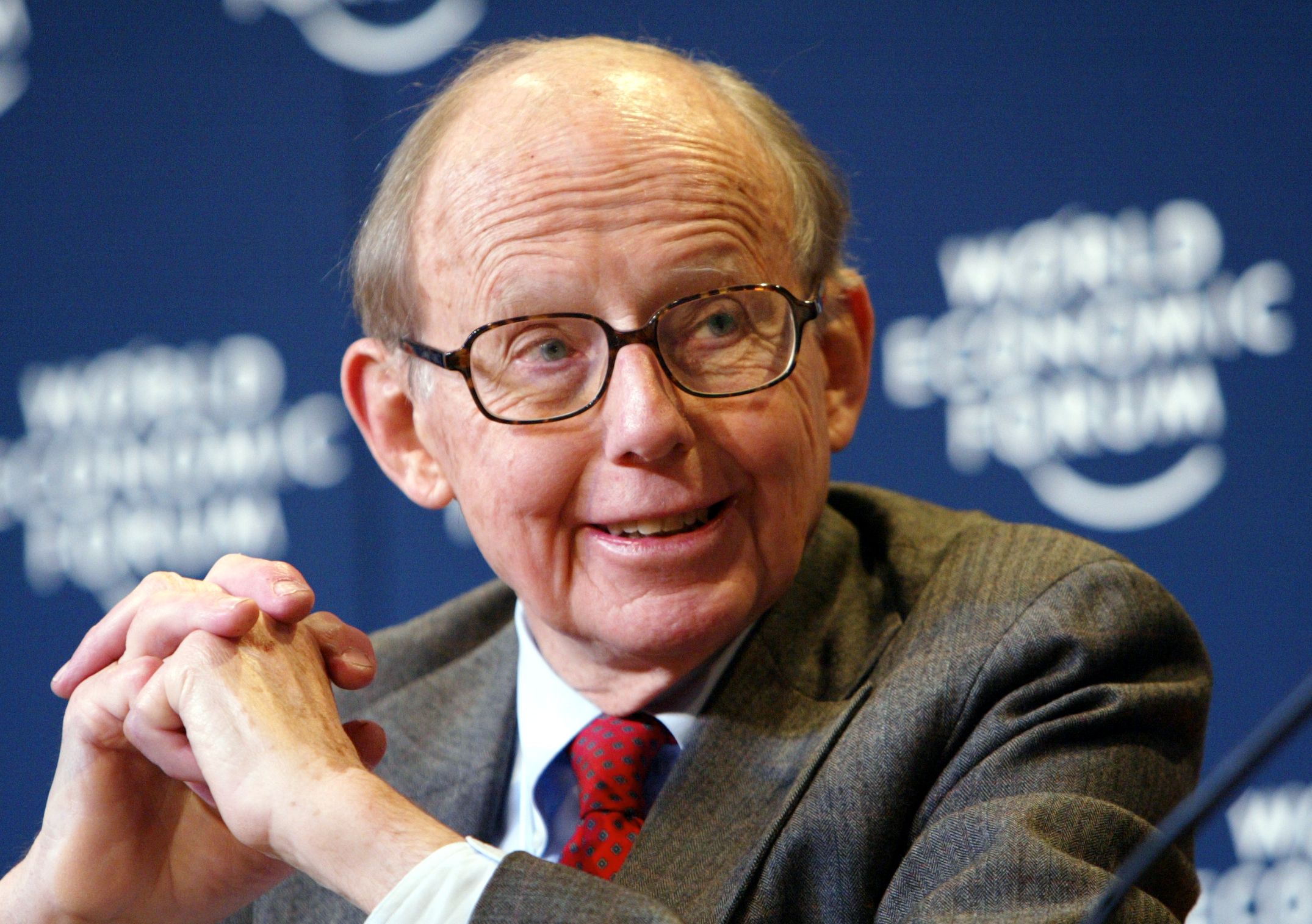
Самуель Хантінгтон у 2004 році

Семюел Філіп Хантінгтон (1927–2008) відомий переважно як автор концепції під назвою «зіткнення цивілізацій» та один з провідних фахівців з політичної транзитології, видав 1957 року свої власні дослідження цивільно-військових відносин у книзі «Солдат і Держава. Теорія і політика цивільно-військових відносин». Ось що згадував з цього приводу сам С. Хантінгтон: «Моя перша книга, що вийшла 1957 р., називалася „Солдат і Держава“ і була присвячена взаєминам військових і структур громадянського суспільства — в основному стосовно до Сполучених Штатів, але також і в ширшому сенсі. Вона викликала настільки суперечливі оцінки, що в остаточному підсумку, оскільки мій безпосередній керівник був від неї, м'яко кажучи, не в захваті, мені довелося покинути Гарвард і на чотири роки перебратися до Нью-Йорка, у Колумбійський університет. Пізніше, однак, у Гарварді зрозуміли, що зробили помилку, і запросили мене назад. Але та стара книга була піддана критиці не тільки професором з мого факультету, а й багатьма іншими авторитетними фахівцями. Однак минуло майже 50 років, і на неї посилаються ледь чи не як на класичну роботу про взаємовідносини військових і цивільних інститутів. І багато з тих, хто досліджують сьогодні цю тему, починають зі згадування тієї моєї книги».
Модель С. Хантінгтона відштовхувалася від ідеї професіоналізму офіцерського складу, що визначався через досвід, відповідальність та корпоративність. В результаті гарвардський професор запропонував систему, що дає змогу встановити баланс між компетенцією військових і всеосяжним політичним верховенством цивільних; цю систему вчений визначив поняттям «об'єктивний контроль». Хантінгтон рекомендував, аби цивільне керівництво надало професійним військовим значну автономію в тактичній та оперативній сфері в обмін на їхнє повне та безумовне підпорядкування цивільному контролю в питаннях політики та «великої стратегії». Хоча ця система не завжди підтверджувалася практикою, вона протягом другої половини XX століття формувала уявлення американського «стратегічного співтовариства» (а з ним — і усього західного) про те, як цивільній владі слід здійснювати нагляд за «воєнщиною». Коли її не порушували, вона приводила й до збалансованих у цілому відносин між цивільними та військовими, і до розумних політичних рішень.
Об'єктивний контроль можна вважати найнадійнішим засобом проти політизації збройних сил. Професійні військові просуваються по ієрархічній градації завдяки вдосконаленню своєї професійної майстерності. У зв'язку із цим вони прагнуть добитися максимальної ізольованості своєї професійної діяльності від зовнішніх впливів, і насамперед від політики. Як відзначав американський дослідник Дж. Лепінгуел, «професіоналізм є повною протилежністю політизації, тому що в міру політизації армія втрачає свою орієнтацію на вдосконалення військової майстерності й просування службовими сходами відповідно до критеріїв професіоналізму, перетворюючись замість цього на політичну організацію».
За словами С. Хантінгтона, «втручання військових у політику є антитезою об'єктивному контролю: цивільний контроль зменшується в міру того, як збільшується участь армії в інституціональній, класовій і конституційній політиці. Суб'єктивний контроль, навпаки, припускає таке втручання. Суть об'єктивного цивільного контролю припускає визнання автономності військового професіоналізму; суть суб'єктивного цивільного контролю полягає в запереченні незалежності військової сфери. … суб'єктивний цивільний контроль досягає своїх цілей шляхом нав'язування військовим цивільних цінностей, перетворюючи армію на дзеркало держави. Об'єктивний цивільний контроль домагається своїх цілей шляхом мілітаризації армії, перетворюючи її в інструмент держави».
При об'єктивному цивільному контролі, на переконання його прихильників, досягається принципове зниження впливу армії в суспільстві. Армія стає політично «стерильною» та нейтральною до всіх учасників політичної боротьби. Тим самим гасло цивільного контролю перестає бути маскуванням групових політичних інтересів, піднімаючись до рівня аналітичної концепції, здатної забезпечувати інтереси всіх соціальних прошарків суспільства.
Контроль здійснюється тією мірою, наскільки зменшується влада військових груп. Окрім того, за суб'єктивного контролю різні цивільні агенти, наприклад парламент і глава держави, намагаються максимізувати свій вплив на збройні сили.
Водночас об'єктивний контроль передбачає визнання існування у збройних силах особливих, залишених професійним військовим автономних, вільних від політики сфер (наприклад, бойова підготовка, оволодіння навичками застосування різних видів зброї тощо). У такий спосіб політична діяльність цивільних груп у збройних силах мінімізується. У своїй сфері військові самі здійснюють контроль. За умов об'єктивного контролю над збройними силами С. Хантінгтон зводить цивільний елемент контролю до тієї межі, яка не дає можливості військовим самостійно визначати, на приклад, порядок їхнього використання в рамках конституційного призначення.
Для порівняння, Ерік Нордлінгер пропонував «ліберальну» і «проникаючу» моделі цивільного контролю, хоча вони за змістом повністю збігались із хантінгтонівськими визначеннями об'єктивного та суб'єктивного контролю.
Професор С. Хантінгтон констатував, що обидві ці форми цивільного контролю мають одну й ту саму мету — максимальне посилення цивільної влади стосовно влади військових структур і мінімізацію впливу військових на політику. Однак методи досягнення цих цілей у суб'єктивного та об'єктивного цивільного контролю радикально відрізняються.
Відштовхуючись від результатів дослідження С. Хантінгтона, всеосяжний цивільний контроль над воєнною організацією держави та її діяльністю апріорі приречений на провал. Значна частина контролю повинна бути організована у воєнній сфері зсередини і залишена за військовими, в усякому разі, поки офіцери та службовці діють відповідно до законів і директив легітимних органів державної влади. Тому збройні сили та військові формування тримають якомога далі від партійно-політичної боротьби за владу.
Висновок американського професора про те, що молодь зазвичай достатньо прохолодно ставиться до інституту армії і що у багатьох випадках подібні настрої превалюють у всьому суспільстві. Військова авантюра США у В'єтнамі, яка розпочалася невдовзі після виходу аналізованої праці, яскраво це підтвердила. Однак популярність і авторитет збройних сил мають, за С. Хантінгтоном, неухильно зростати в умовах, якщо міжнародна обстановка ставатиме складнішою, непередбачуваною та небезпечною — чим вищий ступінь занепокоєння суспільства власною безпекою, тим популярнішою стає армія й тим більшої значущості вона набуває в очах населення.
Однак реалії останнього десятиліття показують, що існує своєрідне «порогове» значення суспільної підтримки армії, яке з часом суттєво знижується. Так, 1971 року (після поразки у В'єтнамі) рівень довіри американців до армії знизився до 27 %, тоді як коледжів/університетів (своєрідної «альтернативи армії») сягав 44 %. Для порівняння, у 2001 р. (ще до подій 11 вересня) рейтинг армії становив 44 %, тоді як коледжів/університетів — лише 37 %.
Стан перманентної «напруги» (до того ж посилюваний соціоекономічною кризою), в якій, починаючи з 11 вересня 2001 року, знаходиться «зразкове» американське суспільство, перетворюється на чинник, що підриває якщо не довіру до армії, то принаймні бажання йти на певні жертви заради забезпечення власної «жорсткої безпеки», основним інструментом чого залишаються саме збройні сили.
«За лапками» глибокого політологічного аналізу С. Хантінгтона (хоча й із «поважних» причин) також залишилися питання політико-психологічного плану — питання ідеології та пропаганди, які в умовах «інформаційного суспільства» надзвичайно актуалізуються. Згадаймо, наприклад, що за афористичним висловом президента Г. Трумена, морська піхота США «має пропагандистську машину, майже подібну до сталінської».

### Модель «гарнізонної держави»
Вона була вперше розроблена відомим політологом Гарольдом Лассвеллом. Основою цієї моделі є підпорядкованість всіх дій війні та підготовці до неї. Уся повнота влади зосереджується в руках небагатьох. Демократичні інститути або скасовуються, або відіграють суто формальну роль. Технологія, індустрія, наука та виробництво цілком орієнтуються на війну. Зокрема, Лассвелл розглядав Японію 1937 року, як наближену державу до такого типу моделі. Однак, після початку Холодної війни, найяскравішим прикладом такої тенденції став Радянський Союз. Згодом, ця теорія була допрацьована іншими політологами та соціологами, що її можна було використовувати навіть до таких демократичних держав, як США та Велика Британія часів Першої та Другої світових воєн. Тоді, військові у згаданих країнах активно співробітничали з цивільною владою. Вимоги військових та їх сила під час цих критичних років поставили їх в таку позицію, що вони могли вимагати своєї участі у процесі схвалення рішень та використовувати право вето стосовно політики і навіть складу уряду.

### Модель апаратного контролю
Відповідно до цієї моделі, членам апарату керівної партії вдається замінити попередній режим: армія стає дуже впливовою, однак сила партійного апарату врівноважується військовою. Зв'язок між партією і армією чітко регламентується на всіх рівнях, аби забезпечити політичну лояльність армії. Військова і політична доктрини свідомо багатослівні. Насильницькі дії, нагляд таємної поліції, політична чистка часом використовуються для утримання армії в руках. Водночас військова «згуртованість» та професіоналізм перебувають на високому рівні. Історія цих типів цивільно-військових стосунків є однією з постійних діалектик між політичним контролем і стратегічним імперативом, між політикою та військовим професіоналізмом (наприклад, нацистська Німеччина, Радянський Союз та інші комуністичні держави).

### Воєнізована нація
Ця модель передбачає, що цивільні інституції мають більшу силу, ніж військові. Професійні військові є невеликою групою, чия основна опора — призов та мобілізація громадян з резерву. Військові сили залучаються для цивільних функцій (як в Ізраїлі), що допомагає підтримувати їх престиж у суспільстві. Крім Ізраїлю, прикладами «воєнізованої нації» можуть бути Куба, В'єтнам та Алжир, що на певних етапах своєї історії перебували у постійному стані війни.

### Преторіанська держава
Цей термін походить із часів класичного Риму, де нечисельний контингент військових (так звана «преторіанська гвардія»), зберігав легітимність імперії, спершу — охороняючи сенат, а пізніше — імператора від вторгнення тріумфальних або повсталих військових гарнізонів, що маршували на Рим. Сучасна преторіанська держава є країною, де військові мають тенденції до інтервенції й потенційного домінування над політичною системою в державі. Їх політична роль полягає у підтримці внутрішньої і зовнішньої державної безпеки. Ідеологічно вони вважали себе платонічними охоронцями ще докладно не визначених «національних інтересів» і конституції. В окремих випадках вони виконували роль самозваних охоронців конституції на визначений час, після чого вони поступалися владою. Однак в інших випадках ці «охоронці» зберігали свою військову владу доти, доки їх не усували інші фракції військових чи цивільний уряд.
Преторіанізм передусім виник у державах, які перебували на початкових чи середніх стадіях свого розвитку й модернізації. В країнах третього світу армія втручається в політичні акції, коли цивільні групи стають неспроможними легітимізувати себе або дуже слабкі. Серед соціальних умов, що сприяють преторіанізму, можна назвати: низький рівень соціальної згуртованості суспільства; суспільна поляризація та відсутність консолідованого середнього класу; низький рівень політичної організованості та брак народної підтримки політичних структур; слабкі й малоефективні політичні партії; постійне цивільне втручання у справи військових.
Розрізняють також два типи «преторіанських армій»: «арбітральний» та «керівний». Армія арбітрального типу є професійнішою й керованішою. Однак, як правило, вона не має незалежної політичної організації. Вона обмежує час панування армії в державі й сприяє передачі управління державою «податливому цивільному режимові». Це не обов'язково означає, що армія втрачає свій політичний вплив, коли вона повертається до казарм. У багатьох випадках вона продовжує свою роль охоронця цивільної влади, «національних інтересів», або конституції. Класичним прикладом моделі преторіанської держави є Туреччина часів Ататюрка Кемаля у 1922–1927 рр. Армія під його керівництвом перебрала контроль над політичним процесом в державі, реформувала її інституції, розробила нову конституцію і поступово усунулася від домінуючого становища в країні на користь цивільних. Але завжди, навіть нині, турецькі військові вважали і вважають себе охоронцями державної легітимності, її політичної системи, а, в деяких випадках, втручаються у політичну ситуацію, якщо оцінюють її як критичну. Інший приклад — Південна Корея. Тут чимало аналогій з Туреччиною. Однак її модель відрізняється за змістом, оскільки військові не бажали втрачати владу, однак були змушені це зробити з огляду на потужну народну опозицію. Ще один приклад — латиноамериканські республіки, що перебували під владою військових. У 1980-х роках військові передали владу цивільним (наприклад, Піночет у Чилі, військові у Бразилії тощо).
Згідно іншого, керівного типу преторіанської армії, відкидається існуючий порядок, армія має незалежну політичну орієнтацію і, в більшості випадків — досить послідовну політичну ідеологію. Здобувши владу, такий режим не припускає думки про її втрату і повернення до казарм, претендуючи на легітимність і прагнучи максималізації свого панування. Прикладами такого типу армії були Ірак із його партією Баас, пероністи в Аргентині, Сухарто в Індонезії, Насер у Єгипті, Аюб Хан у Пакистані та інші.

## Цивільно-військові стосунки у державах світу
У традиційних західних демократіях цивільно-військові стосунки характеризуються відносною стабільністю, унормованими й відрегульованими стосунками між військовими й цивільними установами. Слід зазначити, що й тут мала місце напруженість між ними, час від часу періодично з'являлися більші або менші ознаки мілітаризму.
Досліджуючи цивільно-військові стосунки у США, соціологи зіткнулися з труднощами, застосовуючи моделі, які вони розвинули, аби вивчити такі стосунки у новостворених державах. Як зауважив один науковець: «Американські цивільно-військові стосунки не можна пояснити не згадавши особливого й унікального характеру американської революції, культурної й політичної спадщини, відносної географічної і політичної ізоляції у світовій політиці аж до ХХ-го століття, а також природи внутрішніх і зовнішніх суперечностей, які впливали на військові сили на різних рівнях.»
Упродовж усієї історії США цивільні установи були завжди сильними й стійкими. Водночас військові установи можна охарактеризувати як відносно слабкі, за винятком їх участі у трьох великих історичних подіях: американська революція, громадянська війна та Перша й Друга світова війна. Окремі американські політологи помітили, що впродовж Другої світової війни, після неї, а також під час Холодної війни, американські військові зміцнили свій політичний вплив і авторитет серед громадських установ. Окремі спостерігачі дійшли висновку, що в той час зміцнювався «мілітаризм» і навіть порівнювали цивільно-військові стосунки зі слабким варіантом моделі «гарнізонної держави». Інші моделі підкреслювали роль неформальних зв'язків і альянсів, зокрема військово-бюрократичних, військово-академічних, і, особливо, військово-промислових. На цей зв'язок особливу увагу звернув президент Дуайт Д. Ейзенхауер у своїй прощальній промові, в якій застеріг американців від постійної розбудови ВПК. Ці неформальні альянси схильні ослаблювати цивільний контроль над військовими.

Капітан Армії США фотографується із дітьми під час гуманітарної операції

У 1990-х роках, в американських політологів відродився інтерес стосовно стану цивільно-військових стосунків в Америці. Кінець Холодної війни, розпад Радянського Союзу як потужної і потенційно небезпечної держави, докорінно змінили міжнародне середовище. Американські військові установи вдалися до змін, аби пристосуватися до нових вимог. Окремі американські соціологи й політологи припускали, що це породило невизначеність стосовно ролі військових в американському суспільстві, їх організації та функцій. В результаті загострилися конфлікти і напруженість між військовими й цивільними, а також серед військових.
В Росії спроба (хоча і дуже слабка) виконувати роль преторіанської охорони мала місце з боку невдоволених офіцерів-аристократів (декабристів), коли вони вирішили виступити проти автократичної влади царя й системи в цілому, намагаючись прискорити лібералізацію монархічної влади. Згодом вони зазнали поразки. Відтоді російські військові були досить далекі від внутрішньої політики в імперії аж до Лютневої революції 1917 року. У жовтні 1993 року, атакуючи Парламент, російська армія ще раз довела своє прагнення відігравати особливу роль у справі захисту російських «національних інтересів». Відтоді російська армія має великий вплив на російські політичні процеси.